# Marco Evaristti
Marco Evaristti (född 1963 i Santiago, Chile), är en konstnär som bott i Danmark sedan 1980-talet. 
Efter studier vid Kunstakademiets Arkitektskole uppmärksammandes Evaristti år 2000 för en utställning titulerad Helena på Trapholt konstmuseum i Kolding, Danmark, där 10 funktionsdugliga mixrar innehöll levande guldfiskar. Kuratorn Peter Meyer's blev åtalad, och senare friad, för djurplågeri.
Nästa stora verk av Evaristti var Ice Cube Project då han 24 mars 2004 i Kangiafjorden nära Ilullissat, Grönland, målade röd färg på toppen av ett litet isberg. Med två isbrytare, ett team på tjugo man, tre brandslangar och 3000 liter färg målande han isberget blodrött. Han kommenterade att alla har ett behov av att dekorera moder natur eftersom den tillhör oss alla.
Den 13 januari 2007 bjöd Evaristti sina närmsta vänner på middag. Huvudrätten var agnolottipasta toppat med en kötbulle gjort av Evaristtis eget fett som avlägsnats från hans kropp tidigare samma år vid en fettsugning.
Den 8 juni 2007 täckte han toppen av Mont Blanc i Frankrike med rött tyg och en 20 fot hög påle med en flagga där det stod "Pink State". Han arresterades och häktades den 6 juni för att ha försökt måla toppen röd. Evaristti sade att han ville dra uppmärksamhet till miljöförstöringen.